# Фил Серета
Филип „Фил” Серета је измишљени лик ког је тумачио Пол Сорвино у НБЦ-овој дугогодишњој драми Ред и закон. Појавио се у 31 епизоди.

## О лику
Серета је приказан као италијанско-амерички католик који је постао ортак детективу Мајку Логану (Крис Нот) након што му је први ортак Макс Гриви (Џорџ Џунџа) убијен на дужности. Мало тога је откривено о Серетином личном животусем што он и супруга Елејн (Марија Челарио) имају петоро деце и да је био у војсци пре него што је постао полицајац. Његова породица се раније бавила текстилом и штампарством и одани су чланови синдиката. Има петнаестогодишњу ћерку Линду. Полицајац је постао 1962. године.

## Унутар франшизеРед и закон
Серета је дшао у 27. испоставо после смрти наредника Макса Гривија. Гривијев ортак детектив Мајк Логан је у почетку био врло критичан према Серети који је првобитно доведен како би водио истрагу о Гривијевом убиству због чега је Логан на њега гледао као на уљеза. У каснијим епизодама су, међутим, њих двојица развили близак однос.
Као и већина детектива у серији Ред и закон током ранијих сезона, Серета носи Смит и Весон модел 36 као службено оружје. У једној епизоди је поменуо да никада није пуцао из оружја на дужности у својој каријери органа реда.
Серета је отишао на тајни задатак како би извукао признање од трговца оружјем Џорџа Ломбарда (Марк Марголис) како би растурио колумбијски ланац трговине дрогом који је наредио једно убиство. Међутим, током разговора се хиперактивни трговац помео и упуцао Серету у трбух. Он је преживео, али је метак оштетио неке живце и ослабио му ноге. Верујући да не може више да ради на терену, Серета је невољно рекао Логану да не могу више да раде заједно. Серета је прихватио канцеларијски посао који му је шеф детектива понудио у 110. испостави. Њега је заменио Лени Бриско (Џери Орбак).